# 稲沢市立稲沢西中学校
稲沢市立稲沢西中学校（いなざわしりついなざわにしちゅうがっこう）は、愛知県稲沢市稲沢町前田にある公立中学校。略称は「稲西中」（いなにしちゅう）または「西中」（にしちゅう）。

## 地理
愛知県稲沢市のほぼ中央に位置し、旧市街地のほぼ全域とそれを取り囲む周辺地域からなっている。校区の人たちは、学校には協力的で、授業参観・PTA活動・学校行事等への参加者も多い。施設・設備は、プール・武道館等の付帯施設が整い、運動場や体育館は、市民の各種行事にも利用されている。生徒は4つの小学校区（稲沢西小学校・稲沢北小学校・国分小学校・大塚小学校）から通学している。

## 沿革
- 1983年（昭和58年）4月 - 稲沢市立稲沢中学校から分離して開校。

## 校区内の主な施設
- 稲沢市荻須記念美術館
- 名古屋文理大学
- 稲沢市保健センター
- 稲沢公園
- 稲沢市文教地区

## 著名な出身者
- 野々部尚昭 - 政治家、稲沢市議会議員、全国若手市議会議員の会第13代会長
- 高木浩之 - 元プロ野球選手（西武）
- 森越祐人 - 元プロ野球選手（中日、阪神、西武）
- 生見愛瑠 - ファッションモデル、タレント